# Distenia punctulata
Distenia punctulata är en skalbaggsart som beskrevs av Fernando Chiang och Wu 1987. Distenia punctulata ingår i släktet Distenia och familjen långhorningar. Inga underarter finns listade i Catalogue of Life.